# Franz Mauelshagen
Franz Mauelshagen (* 1967) ist ein deutscher Historiker.
Er studierte von 1987 bis 1994 Philosophie, Geschichte und Öffentliches Recht an der Universität Bonn und schloss 1994 mit Magister Artium ab. Von 1997 bis 2000 war er Promotionsstipendiat der Studienstiftung des deutschen Volkes. Im Jahr 2000 erfolgte die Promotion in Allgemeiner Geschichte der Neuzeit an der Universität Zürich. Danach war er Wissenschaftlicher Mitarbeiter an der Abteilung Geschichte der Universität Bielefeld. Von 2003 bis 2008 war er Assistent am Lehrstuhl für Allgemeine Geschichte der Neuzeut (Jörg Fisch) der Universität Zürich. Von 2008 bis 2014 war er Koordinator und ab 2011 Programmleiter des Forschungsschwerpunkts KlimaKultur am Kulturwissenschaftlichen Institut (KWI) Essen. Dieser Tätigkeit folgten mehrere Fellowships. Seit 2020 ist er Akademischer Oberrat an der Abteilung Geschichte der Universität Bielefeld.
Sein Forschungsfeld ist die Globale Klimageschichte.

## Schriften (Auswahl)
- Geschichte des Klimas. Von der Steinzeit bis zur Gegenwart. Beck, München 2023, ISBN 978-3-406-79148-2.
- Hrsg. mit Sam White, Christian Pfister: The Palgrave Handbook of Climate History. Palgrave Macmillan, London 2018, ISBN 978-1-137-43019-9.
- Wunderkammer auf Papier. Die Wickiana zwischen Reformation und Volksglaube. Bibliotheca-Academica-Verlag, Epfendorf/Neckar 2011, ISBN 978-3-928471-74-9.
- Klimageschichte der Neuzeit (= Geschichte kompakt). Wissenschaftliche Buchgesellschaft, Darmstadt 2010, ISBN 978-3-534-21024-4.
- Hrsg. mit Dieter Groh, Michael Kempe: Naturkatastrophen. Beiträge zu ihrer Deutung, Wahrnehmung und Darstellung in Text und Bild von der Antike bis ins 20. Jahrhundert (= Literatur und Anthropologie. Bd. 13). Narr, Tübingen 2003, ISBN 3-8233-5712-3.
- Hrsg. mit Benedikt Mauer: Medien und Weltbilder im Wandel der Frühen Neuzeit (= Documenta Augustana. Bd. 5). Wißner, Augsburg 2000, ISBN 3-89639-254-9.